# 富士石油
富士石油株式会社（ふじせきゆ、英文社名 Fuji Oil Company, Ltd. ）は、原油の精製や石油製品の販売を行う企業である。

## 会社概要
京葉工業地域に製油所を持ち、燃料油は出光興産、ENEOS、日本航空へ、ナフサ等の石油化学原料は隣接する住友化学へ、重油はJERAへ、主に減圧残油熱分解装置（ユリカ装置）から出る石油ピッチは日本製鉄の主要工場へと供給している。

### 社名の由来
1963年（昭和38年）、静岡県の太平洋沿岸の埋立地（三島市中郷地区）が最初の候補地となり、設計図が出来上がり、社名も地元の富士山にちなんで「富士石油」と決められた。県当局と企業との一体化した誘致を行ったが、三島市・沼津市・清水町住民によるコンビナート進出反対運動が起きた。その後、千葉県袖ケ浦市の石油化学コンビナート建設計画に姿を変えて実現した。社名はそのまま「富士石油」となった。

### 主要株主
2024年9月30日現在
- 出光興産株式会社：22.01 %
- 日本マスタートラスト信託銀行 株式会社（信託口）：9.79 %
- クウェート石油公社：7.50 %
- サウジアラビア王国政府：7.50 %
- 日本郵船株式会社：3.55 %
- 株式会社日本カストディ銀行（信託口）：2.36 %
- ENEOSホールディングス株式会社：1.74 %
- 小山 匡：1.72 %
- 日本航空株式会社：1.33 %
- JP JPMSE LUX RE J.P. MORGAN SEC PLC EQ CO：1.22 %

2024年に入り出光興産が住友化学およびJERAから株式を取得し筆頭株主となったほか、出光興産とは資本業務提携に関する合意書を締結した。

### 事業所
- 本社 - 東京都品川区北品川6-7-29 ガーデンシティ品川御殿山
- 袖ケ浦製油所 - 千葉県袖ケ浦市北袖1番地
  - 精製能力 143,000バレル/日
  - 敷地面積 118万2千平方メートル（約35万8千坪）
- 中袖基地 - 千葉県袖ケ浦市中袖19番地
  - 敷地面積 33万平方メートル（約10万坪）

### 主要設備
| 設備                             | 基数 | 処理能力         | 備考                                                                 |
| -------------------------------- | ---- | ---------------- | -------------------------------------------------------------------- |
| 常圧蒸留装置                     | 1    | 143,000バレル/日 |                                                                      |
| 減圧蒸留装置                     | 1    | 65,000バレル/日  | 令和元年6月に60,000 → 65,000バレル/日へと増強                        |
| 接触改質装置                     | 1    | 30,000バレル/日  | 令和元年6月に28,000 → 30,000バレル/日へと増強                        |
| 流動接触分解装置                 | 2    | 42,000バレル/日  | 平成29年6月末に第2流動接触分解装置を21,000 → 24,000バレル/日へと増強 |
| 減圧軽油水素化脱硫装置           | 2    | 50,600バレル/日  |                                                                      |
| 減圧残油熱分解装置（ユリカ装置） | 1    | 33,000バレル/日  | 平成29年3月末に30,000 → 33,000バレル/日に増強                        |
| アルキレーション装置             | 1    | 5,800バレル/日   | 2021年1月12日に4,400 → 5,800バレル/日に増強                          |
| ガソリン脱硫装置                 | 1    | 26,000バレル/日  |                                                                      |
| 灯軽油水素化脱硫装置             | 2    | 67,500バレル/日  |                                                                      |
| ベンゼン製造装置                 | 1    | 175,000トン/年   |                                                                      |
| キシレン製造装置                 | 1    | 310,000トン/年   |                                                                      |
| アイソシーブ装置                 | 1    | 1,900バレル/日   |                                                                      |
| ナフサ水素化処理装置             | 1    | 43,000バレル/日  |                                                                      |
| 硫黄回収装置                     | 2    | 360トン/日       |                                                                      |
| 水素製造装置                     | 1    | 15,000 Nm3/時    |                                                                      |
| 接触脱ろう装置                   | 1    | 7,500バレル/日   |                                                                      |

### 貯油能力

#### 袖ケ浦製油所
| 設備               | 基数 | 容量（kL） |
| ------------------ | ---- | ---------- |
| 原油タンク         | 15   | 1,146,200  |
| スロップタンク     | 1    | 3,200      |
| 製品・半製品タンク | 119  | 1,382,080  |
| LPGタンク          | 16   | 21,500     |
| 自家燃料油タンク   | 3    | 7,390      |
| 小計               | 154  | 2,560,370  |

#### 中袖基地
| 設備           | 基数 | 容量（kL） |
| -------------- | ---- | ---------- |
| 原油タンク     | 12   | 728,600    |
| スロップタンク | 1    | 850        |
| 小計           | 13   | 729,450    |

| 設備   | 基数 | 容量（kL） |
| ------ | ---- | ---------- |
| 総合計 | 167  | 3,289,820  |

## 沿革
- 1964年（昭和39年）4月 - アラビア石油、住友化学工業（現・住友化学）、東京電力、大協石油（現・コスモ石油）、日本鉱業（現・ENEOS）などの共同出資により、資本金12億5千万円で設立。
- 1965年（昭和40年）- 宝永石油（現・富士石油販売）を設立。
- 1966年（昭和41年）
  - 資本金を25億円に増資。
  - 共同石油（現 ・ENEOS）グループに参加。
- 1967年（昭和42年）- 資本金を50億円に増資。
- 1968年（昭和43年）- 袖ケ浦製油所操業開始（原油精製能力：70,000バレル/日）。
- 1970年（昭和45年）
  - 資本金を75億円に増資。
  - 袖ケ浦製油所第2期増設設備稼働開始。袖ケ浦製油所の能力を140,000バレル/日に増強。
- 1974年（昭和49年） - 袖ケ浦製油所第3期増設設備稼働開始。袖ケ浦製油所の能力を210,000バレル/日に増強。
- 1980年（昭和55年）
  - 資本金を100億円に増資。
  - 富士タンカーを設立。
- 1981年（昭和56年）
  - 中袖基地第1期完成（原油タンク6基、39万キロリットル）。
  - 臨海運輸に出資。
- 1982年（昭和57年）- 中袖基地第2期完成（1期と合わせ原油タンク12基、78万キロリットル）。
- 1983年（昭和58年）- 袖ケ浦製油所の能力を170,000バレル/日に削減。
- 1988年（昭和63年）- 袖ケ浦製油所の能力を210,000バレル/日に増強。
- 1990年（平成2年）- ユリカ工業株式会社を吸収合併。
- 1992年（平成4年）- 減圧軽油水素化脱硫装置で火災発生。死者10名、負傷者7名の犠牲者が出た。
- 1993年（平成5年）- ベンゼン・キシレン製造装置稼動開始（年間生産能力：ベンゼン15万トン、キシレン19万トン）。
- 1996年（平成8年）- ISO9002を取得。
- 1998年（平成10年）- 袖ケ浦製油所の能力を192,000バレル/日に削減。
- 1999年（平成11年）- ISO14001を取得。
- 2002年（平成14年）- ISO9001を取得。
- 2003年（平成15年） - 富士石油とアラビア石油が共同して、株式移転方式により共同持株会社「AOCホールディングス」を設立。AOCホールディングス普通株式を東京証券取引所および大阪証券取引所に上場。
- 2004年（平成16年） - AOCホールディングス普通株式の大阪証券取引所上場を廃止。
- 2005年（平成17年） - 業務提携に伴い、昭和シェル石油に石油製品の供給を開始。
- 2006年（平成18年） - 日本航空インターナショナル（現・日本航空）および九州石油（現・ENEOS）に石油製品の供給を開始。
- 2008年（平成20年） 
  - 第2流動接触分解装置完成。2基で合計36,000バレル/日の処理能力。
  - ガソリン脱硫装置増強。
- 2009年（平成21年）
  - 統合計器室完成。新制御システム導入。
  - 水素製造装置完成。
  - 重油余剰対策工事実施。減圧残油熱分解装置、減圧蒸留装置を増強。
  - 第2流動接触分解装置、アルキレーション装置を増強。
- 2010年（平成22年）- 第1常圧蒸留装置（原油処理能力 52,000バレル/日）を削減・廃棄。原油処理能力を140,000バレル/日に削減。
- 2011年（平成23年）- 袖ケ浦製油所の能力を143,000バレル/日に増強。
- 2013年（平成25年）- AOCホールディングスを存続会社として富士石油を吸収合併し、AOCホールディングスの商号を富士石油に改称。新生「富士石油」発足。
- 2014年（平成26年）- 中袖基地内に太陽光発電事業を開始（太陽光パネル枚数：6,240枚、発電容量：1,029.6 kW）。
- 2017年（平成29年）
  - 完全子会社の富士タンカーを吸収合併。
  - エネルギー供給構造高度化法二次告示対応で減圧残油熱分解装置を30,000 → 33,000バレル/日に増強。
  - エネルギー供給構造高度化法二次告示対応で第2流動接触分解装置を21,000 → 24,000バレル/日に増強。
  - アスファルトピッチを燃料とする自家用ボイラー・タービン発電設備（ASP-BTG）を稼働。最大蒸気発生量295トン/時、発電出力36,000 kW。
- 2019年（令和元年） - 第3接触改質装置を28,000 → 30,000バレル/日に増強。第2減圧蒸留装置を60,000 → 65,000バレル/日に増強。
- 2024年（令和6年） 
  - 出光興産株式会社と資本業務提携に関する合意書を締結。
  - 本社を東京都品川区東品川2-5-8 天王洲パークサイドビルから東京都品川区北品川六丁目7番29号 ガーデンシティ品川御殿山 5階に移転
- 2025年（令和7年） - 完全子会社のアラビア石油を吸収合併[7]。

## AOCホールディングス
AOCホールディングス株式会社（エーオーシーホールディングス、AOC Holdings, Inc.）は、アラビア石油と富士石油の共同株式移転によって、2003年（平成15年）1月31日に設立された持株会社である。2013年10月1日にAOCホールディングスは富士石油を吸収合併し、同時に富士石油株式会社に商号変更した。

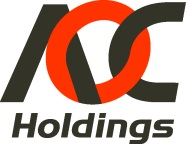
AOCHD ロゴ

### 概要
社名のAOCはARABIAN OIL COMPANY（アラビア石油）の略。
グループは連結子会社8社及び持分法適用会社3社で構成される。石油・天然ガスの開発・生産事業、関連する技術サービス、石油精製・販売事業などを主な事業内容としてきたが、2012年（平成24年）12月に、石油・天然ガスの開発・生産事業（石油上流事業）からの事実上の撤退を発表。
2013年（平成25年）4月1日、傘下のアラビア石油は、会社分割によりJX日鉱日石開発テクニカルサービス株式会社を設立し、石油上流事業関連の人員を承継した上で、その全株式をJX日鉱日石開発（現・JX石油開発）に譲渡、以降は、傘下の富士石油が営む石油精製・販売事業（石油下流事業）がグループの主要事業となる。これを受けて、2013年10月1日にAOCホールディングスは富士石油を吸収合併し、同時に富士石油株式会社に商号変更した。

### 傘下企業(2013年当時)
- アラビア石油
- 富士石油
- Norske AEDC AS（解散予定）
- 富士石油販売
- 富士タンカー
- 富士臨海
- ペトロプログレス
- Petro Progress Pte Ltd.
- 日本オイルエンジニアリング
- 東京石油興業
- Aramo Shipping (Singapore) Pte Ltd.

計11社。

### 関連人物
- 小長啓一
- 坂本吉弘

## 子会社・関連会社
- アラビア石油株式会社
- 株式会社ペトロプログレス
- Petro Progress Pte Ltd.
- 日本オイルエンジニアリング株式会社
- 富士石油販売株式会社
- 富士臨海株式会社
- Aramo Shipping (Singapore) Pte Ltd.
- 東海工機株式会社